# Butajnova
Butajnova je naselje v Občini Dobrova-Polhov Gradec